# Lorenz Vogel
Lorenz Vogel (* 10. August 1846 in Göggingen bei Krauchenwies; † 8. November 1902 in München) war ein deutscher Maler.

## Leben
Am 10. August 1846 wurde Lorenz Vogel als sechstes Kind des Maurermeisters Gabriel Vogel und seiner Frau Cäcilie geborene Schlegel in Göggingen geboren, er wuchs mit acht Geschwistern auf. Im Jahr 1860, im Alter von noch nicht einmal vierzehn Jahren, spielte Lorenz Vogel in der von seinem Bruder Max geleiteten Tanzkapelle Flöte, Klarinette und Trompete. Später beherrschte er überdies die Instrumente Klavier, Violine und Zither.
Um 1862 begann er seine Lehre bei einem Dekorations- und Flachmaler in Ravensburg. Zudem besuchte er eine private Zeichenschule. Um 1865 war er Malergehilfe und Zeichenschüler an der Gewerbeschule in Konstanz. Um 1867 machte er eine Wanderung durch die Schweiz und ging der Tätigkeit als Maler und Musikant in Tanzkapellen nach. 1870 hatte er eine Ausstellung in einem Malergeschäft in Karlsruhe. Des Weiteren besuchte er den Abendunterricht an der Kunstgewerbeschule. Zwischen 1871 und 1874 studierte er an der Kunstakademie Karlsruhe bei Ferdinand Keller.
In dieser Zeit unterhielt er eine Freundschaft zu seinem badischen Landsmann und Maler Hans Thoma. 1875 erhielt er ein Reisestipendium, seine Reise führte in die Künstlerstadt Paris. Ab 1875 hatte er wechselnde Aufenthalte in München, Stuttgart und Konstanz, dort arbeitete er als Porträtmaler. 1879 hatte er mit Hilfe eines stattlichen Stipendiums einen einjährigen Aufenthalt in Italien, 1880 kehrte er nach Konstanz zurück und erkrankte dort im selben Jahr ernsthaft. Bei der Ausmalung des Kreuzganges im Insel-Hotel in Konstanz kam Vogel nicht zum Zuge.
Im Jahr 1881 heiratete er in Konstanz Laura Göring, Tochter des Anwaltes Dr. Göring aus Baden-Baden, der Ehe entstammen drei Söhne. Ebenfalls 1881 übersiedelten er und seine Frau nach München. Es folgten Aufträge unter anderem von der Kunstanstalt Hanfstängel und vom Haus Wittelsbach. In München gelang ihm auch die Verbindung mit dem königlichen Hofe, wo er unter anderen den Kronprinzen Rupprecht von Bayern porträtierte.
Ab 1882 hatte er Aufenthalte und Auftragsarbeiten in München, Regensburg, Augsburg, Stuttgart, Karlsruhe und Konstanz. Diese ermöglichten ihm häufige Besuche in seinem Heimatdorf Göggingen. Kempf berichtet, dass, nach Aussage von Max Vogel, alleine in Konstanz etwa 60 Bilder entstanden. Unter diesen war auch das Porträt des jungen Ferdinand Graf von Zeppelin. Am 8. November 1902 starb Vogel in München.

## Werke
- Bildnis Müllermeister Dominikus Ott († 1897). Öl auf Leinwand. 58 × 46 cm. Privatbesitz Göggingen
- Madonna. Öl auf Leinwand. Restauriert 1995 durch Frau Teppert, Heidelberg. Besitzer: Katholische Kirchengemeinde Göggingen
- Bildnis Josef Anton Ritter, Markdorf. Schwiegervater von Vogels Bruder. Öl auf Leinwand. 66 × 58 cm. Privatbesitz.
- Bildnis Maria Josepha Ritter, geb. Erne, Markdorf. Schwiegermutter vom Bruder Lorenz Vogels. Öl auf Leinwand. 66 × 58 cm. Privatbesitz.
- Bildnis Maria Vogel, geb. Ritter. Schwägerin von Lorenz Vogel. Öl auf Leinwand. 66 × 52,5 cm. Privatbesitz.
- Bildnis Felzin Vogel. Bruder von Lorenz Vogel. Bleistiftzeichnung. 20 × 16 cm. Bez. rechts unten: Vogel o. J. Privatbesitz.
- Porträt eines Mannes. Öl auf Holz. 46 × 37 cm. Bez. rechts unten: Vogel o. J. Privatbesitz.
- Die fünf Kinder der Familie Freytag. Öl auf Leinwand. 88 × 109 cm (1880). Besitzer: Stadtarchiv Stuttgart. Geschichte: Das Bild gelangte am 27. September 1997 in den Besitz des Stadtarchivs
- Bildnis des badischen Gendarmerie-Majors Ferdinand Horchler. Öl auf Leinwand. 64 × 53 cm (mit Rahmen: 95 × 84 cm). Bez. rechts unten: L. Vogel 1879. Besitzer: Wehrgeschichtliches Museum Raststatt. Geschichte: Das Bild zeigt den Offizier Ferdinand Horchler als Major der Großherzoglich Badischen Gendarmerie und Kommandanten des I. Distrikts. Horchler stand von 1866 bis 1890 beim Gendarmerie-Corps vom Rittmeister bis zum Oberst. Erworben durch die Kunsthalle Karlsruhe 1937 als Geschenk des Sohnes des Dargestellten, Dr. Horchler, Berlin. Noch im gleichen Jahr wurde das Bild an das Badische Armee-Museum Karlsruhe abgegeben, jetzt Wehrgeschichtliches Museum Raststatt.
- Bildnis Frau Oberst Ferdinand Horchler, geb. Daampart aus Liverpool. Öl auf Leinwand. 65 × 54 cm. Bez. rechts unten: l. Vogel 1879. Besitzer: Kunsthalle Karlsruhe. Geschichte: Die Mutter der Dargestellten war eine geborene Gladstone, Cousine des britischen Premierministers William Ewart Gladstone. Erworben durch die Kunsthalle 1937 als Geschenk des Sohnes der Dargestellten, Dr. Horchler, Berlin.
- Die Eltern des Künstlers am Tage ihrer Goldenen Hochzeit: Gabriel Vogel, Maurer (1810-1894) und Zäzilia geb. Schlegel (1811-1895). Öl auf Holz. 88 × 102,5 cm. Bez. rechts unten: L. Vogel (Jahreszahl nicht mehr lesbar); recht oben: Aetatis S. Lxx um 1880. Besitzer: Kunsthalle Karlsruhe. Geschichte: Ausstellungen: Akademie Berlin 1880, Kat. Nr. 710; Internationale Kunstausstellung München 1883, S. 151, Kat. Nr. 2107; Kunstverein Karlsruhe, 1907; durch die Kunsthalle Karlsruhe erworben 1907 von den Erben des Malers Th. Schüz. Die durch die Kunsthalle vorgenommene Identifizierung des Bildes mit dem 1880 bzw. 1883 genannten Bild „Goldenes Hochzeitspaar“ ist nicht eindeutig. Der Hinweis „Aetatis S. Lxx“ könnte sich auf das Alter des Vaters oder der Mutter beziehen.
- Die Entstehung von Beethovens „Mondschein-Sonate“. „Der komponierende Beethoven“ oder „Beethoven am Klavier“. Vermutlich Öl auf Leinwand. 82 × 65 cm (1886). Verbleib unbekannt. Geschichte: Eine Reproduktion des Bildes erschien 1896 in der Zeitschrift “Gartenlaube”, Nr. 25. Laut Kempf ist das Bild nach Amerika verkauft worden.
- Bildnis Knabe in Uniform. Öl auf Leinwand. Bez. L. Vogel 1893. Besitzer: Wessenberg-Galerie Konstanz, Inv.-Nr. 84/380. Geschichte: Das Bild gelangte 1963 als Schenkung an die Wessenberg-Galerie. Der Vorbesitzer ist nicht mehr feststellbar.
- Bildnis Gräfin Louise Douglas geb. Gräfin von Langenstein (1825-1900). Öl auf Leinwand. 1901. Besitzer: Axel Graf Douglas zu Langenstein.
- Bildnis Graf Karl Israel Douglas (1824-1898). Öl auf Leinwand. 1880. Besitzer: Axel Graf Douglas zu Langenstein.
- Portrait von Frederic Chopin. Öl auf Leinwand. 87 × 66 cm (1889). Geschichte: Besitzerwechsel bei einer Auktion von Michael Zeller am 6. Dezember 1996.
- Bildnis Kronenwirt Josef Jäger aus Göggingen. Privatbesitz Familie Jaeger
- Bildnis Katharina Jäger, geb. Kugler, Kronenwirtin in Göggingen. Privatbesitz Familie Jaeger
- Bildnis Anton Jäger, Adlerwirt in Göggingen. Privatbesitz Familie Jaeger

## Verschollene Gemälde
- Georg Friedrich Händel, Jugendporträt
- Felix Medelsohn-Bartholdy, Brustbild, 1889
- Joseph Haydn, 1890
- Frédéric Chopin, 1890
- Prinz Ludwig von Bayern
- Kronprinz Rupprecht von Bayern
- Porträt eines Sohnes des Herzogs Karl Theodor in Bayern
- Verwaist
- Bankdirektor Schirmeister, Konstanz
- Frau Dr. Gagg, Meßkirch
- Die Eltern des Künstlers
- Hauptlehrer Jakob Vetter, Göggingen
- Die Tochter des Hauptlehrers Vetter in Göggingen
- Graf Zeppelin, Konstanz